# Христо Попвасилев (иконом)
Христо (Хрисант) Попвасилев Протопопович е български свещеноиконом, учител и преводач, живял в Карлово през XIX век. Екзекутиран е от османските власти през Освободителната война.

## Биография

### Ранни години
Роден е в Карлово. Баща му поп Василий е учител, свещеник и архиерейски наместник.
Протопопович учи в килийното училище при баща си, а после при Райно Попович в основаното от него елино-българско класно училище в Карлово.  Негови съученици там са Ботю Петков, Георги Раковски, Иван Богоров и други. През май 1836 година заедно с Брайко Генов учат в Габровското училище при Неофит Рилски.
Христо Василев се завръща в родния си град, където преподава заедно с Райно Попович, а по-късно се премества в Сопот. В началото на книжовната си дейност Райно Попович, който е елинист, води гръкофилска образователна политика и Протопопович е повлиян от това. Учителства в Карлово през 1840 – 1843 г.
През 1844 г. в Белград издава „История на Великий Александра Македонца“ в превод от гръцки на български. Това е първата печатна Александриада на български език, която се нарежда сред най-четените книги през Възраждането. Тази книга влиза в Македония с 24 екземпляра, като според Блаже Ристовски изиграва съществена роля за пробуждане на македонизма.
Жени се за Мария Маджарова през 1845 г. След това приема свещенически сан и служи в църквата „Света Богородица“ в Карлово, на която сам е ктитор.

### Късни години
След завръщането си в Карлово Протопопович основава през 1846 г. местното девическо училище и става учител в него. След това учителства в Сопот, където става свещеник – иконом. Превежда и написва и други книги и учебници. На 20 ноември 1846 година издава „Нова Славяно-Българска граматика“.
Когато по време на Руско-турската война през 1877 г. жителите на Карловско научават, че Предният руски отряд е разбил турците под Шипка и преминал Балкана, те сформират делегация, която се отправя към щаб-квартирата на генерал-лейтенант Йосиф Гурко в Казанлък с молба за покровителство и защита. В делегацията влизат видни представители на християнското и мюсюлманското население от долината на Стряма като свещеник Христо Попвасилев. След сраженията при Стара и Нова Загора Предният отряд на генерал Гурко отстъпва към Балкана. Мнозина карловци остават по домовете си, разчитайки на споразумението между местните турци и християни. Въпреки това след оттеглянето на русите в града е извършено масово клане. Впоследствие редица граждани, начело с иконом Христо, са вързани и откарани в Пловдив, където са затворени в Таш капия. С формално издадени присъди по обвинение за съдействие на руските сили турският съд осъжда на смърт чрез обесване редица карловци, между които и иконом Христо Попвасилев.

## Памет
Христо Попвасилев наема майстори от Брацигово и строи семеен дом през 1848 г. След смъртта на свещеноиконома къщата е наследена от най-малката му дъщеря му Еленка и става дом за нея и бъдещия ѝ съпруг – търновския опълченец Стефан Мазаков. Днес Мазаковата къща е филиал на Историческия музей в Карлово и в нея се намира постоянна етнографска експозиция. На фасадата ѝ стои паметна плоча с текст:
| „ | Домъ на голѣмиятъ карловецъ свещеноикономъ Христо попъ Василевъ – народенъ будителъ и мѫченикъ за свободата (1818 – 1877). | “ |

- Семейството на Христо Попвасилев
- Мазаковата къща
- Камина в Мазаковата къща
- Мазаковата къща